# 1677
1677 (MDCLXXVII) byl rok, který dle gregoriánského kalendáře započal pátkem.

## Události

### Probíhající události
- 1652–1689 – Rusko-čchingská válka
- 1672–1678 – Francouzsko-nizozemská válka
- 1674–1679 – Skånská válka
- 1675–1678 – Válka krále Filipa

## Vědy a umění
Antoni van Leeuwenhoek objevil spermie

## Narození
Česko
- 3. února – Jan Blažej Santini-Aichel, český architekt († 7. prosinec 1723)
- 20. května – Jan Adam Vratislav z Mitrovic, pražský arcibiskup († 2. června 1733)
- 6. června – Antonín Appeller, barokní kameník († 1735)
- 31. srpna – František Václav Trauttmansdorff, český šlechtic († 23. března 1753)
- ? – Zdeněk Jiří Chřepický z Modliškovic, světící biskup pražský († 16. května 1755)

Svět
- 26. února – Francesco Nicola Fago, italský barokní hudební skladatel († 18. února 1745)
- 25. května – Františka Marie Bourbonská, nemanželská dcera francouzského krále Ludvíka XIV. († 1. února 1749)
- 18. června – Antonio Maria Bononcini, italský violoncellista a hudební skladatel († 8. července 1726)
- 27. srpna – Otto Ferdinand von Abensberg und Traun, rakouský polní maršál († 1748)
- 17. září – Stephen Hales, anglický fyziolog, chemik a vynálezce († 1761)
- 20. října – Stanislav I. Leszczyński, polský král a vévoda lotrinský († 1766)
- 2. listopadu – Elias Zobel, bavorský malíř období vrcholného baroka († 28. dubna 1718)
- 7. listopadu – Magdalena Vilemína Württemberská, bádensko-durlašská markraběnka († 30. října 1742)
- 18. listopadu – Jacques Cassini, francouzský astronom († 15. dubna 1756)
- ? – Óoka Tadasuke, japonský samuraj († 1752)
- ? – George Farquhar, irský dramatik († 29. dubna 1707)

## Úmrtí
Česko
- 25. března – Václav Hollar, český grafik a rytec (* 13. července 1607)
- 22. dubna – Václav Eusebius Popel z Lobkovic, český šlechtic a vojevůdce (* 20. ledna 1609)
- 15. listopadu – Siard Falco, opat kláštera v Želivě (* 15. listopadu 1628)

Svět
- 18. ledna – Jan van Riebeeck, zakladatel Kapského Města (* 1619)
- 21. února – Baruch Spinoza, holandský filosof židovského původu (* 24. listopadu 1632)
- březen – Robert Cambert, francouzský hudební skladatel (* 1628)
- 22. dubna – Václav Eusebius Popel z Lobkovic, český šlechtic a vojevůdce (* 1609)
- 4. května – Isaac Barrow, anglický teolog a matematik, učitel a inspirátor Isaaca Newtona (* 1630)
- 9. července – Angelus Silesius, německý básník a mystik (* 1624)
- 14. října – Ján Misch, jezuitský přírodovědec (* 9. listopadu 1613)
- 9. listopadu – Aernout van der Neer, nizozemský malíř-krajinář (* okolo 1603)
- 11. listopadu – Barbara Strozziová, benátská zpěvačka a barokní hudební skladatelka (* 1619)
- ? – Francesco Caratti, italský architekt a stavitel raného baroka v Čechách (* mezi 1615–1620)
- ? – Johann Weikhard von Auersperg, rakouský šlechtic, diplomat a politik (* 1615)
- ? – Marie-Catherine de Senecey, vévodkyně de Randan, dvorní dáma francouzské královny Anny Rakouské a vychovatelka Ludvíka V., hraběte de Viennois, budoucího Ludvíka XIV. (* 1588)

## Hlavy států
- Anglie – Karel II. (1660–1685)
- Francie – Ludvík XIV. (1643–1715)
- Habsburská monarchie – Leopold I. (1657–1705)
- Osmanská říše – Mehmed IV. (1648–1687)
- Polsko-litevská unie – Jan III. Sobieski (1674–1696)
- Rusko – Fjodor III. (1676–1682)
- Španělsko – Karel II. (1665–1700)
- Švédsko – Karel XI. (1660–1697)
- Papež – Inocenc XI. (1676–1689)
- Perská říše – Safí II.